# Osiek (Koronowo)
Osiek [pronunciación en polaco: /ˈɔɕek/] (en alemán: Markwall) es un pueblo en el distrito administrativo de Gmina Koronowo, dentro de Distrito de Bydgoszcz, Voivodato de Cuyavia y Pomerania, en el norte de Polonia. Se encuentra aproximadamente 15 kilómetros al noroeste de Koronowo y 33 kilómetros al noroeste de Bydgoszcz.